# Robert Fleming (Bankier)
Robert Fleming (* 1845 in Dundee; † 1933) war ein schottischer Bankier und Mäzen.
Fleming, der ältere Bruder des Politikers John Fleming, gründete die Handelsbank Robert Fleming & Co und war sowohl in England als auch den Vereinigten Staaten ein angesehener Bankier.
Nach Fleming ist die Fleming-Collection benannt, zudem machte er seiner Heimatstadt einige großzügige Zuwendungen.
Er war der Vater des Unterhausabgeordneten Valentine Fleming und, über diesen, Großvater der Schriftsteller Peter Fleming und Ian Fleming.